# Llista de topònims de Bellvís
Llista de topònims (noms propis de lloc) del municipi de Bellvís, a Pla d'Urgell
Informació actualitzada per un bot. Els canvis manuals es perdran quan s'actualitzi!

## cabana
| imatge | Nom                             | Ubicat a | instància de | Detalls | coordenades                                                          | Protecció | Commons (més fotos) | Dades a WD                    |
| ------ | ------------------------------- | -------- | ------------ | ------- | -------------------------------------------------------------------- | --------- | ------------------- | ----------------------------- |
|        | cobert de Cal Monja             | Bellvís  | cabana       |         | 41° 40′ 28″ N, 0° 49′ 56″ E / 41.6745285613428°N,0.832128574144555°E |           |                     | Modifica les dades a Wikidata |
|        | cobert de Cal Panxa             | Bellvís  | cabana       |         | 41° 40′ 27″ N, 0° 49′ 39″ E / 41.6742067770959°N,0.827490489892097°E |           |                     | Modifica les dades a Wikidata |
|        | cobert de Cal Ronda             | Bellvís  | cabana       |         | 41° 40′ 16″ N, 0° 48′ 54″ E / 41.6710856833258°N,0.814886746392212°E |           |                     | Modifica les dades a Wikidata |
|        | cobert de Cal Sastre            | Bellvís  | cabana       |         | 41° 40′ 33″ N, 0° 49′ 20″ E / 41.6758740795046°N,0.822316885949572°E |           |                     | Modifica les dades a Wikidata |
|        | cobert de l'Anquelino           | Bellvís  | cabana       |         | 41° 40′ 24″ N, 0° 49′ 29″ E / 41.6733820607203°N,0.824839453872206°E |           |                     | Modifica les dades a Wikidata |
|        | cobert del Coll                 | Bellvís  | cabana       |         | 41° 40′ 36″ N, 0° 49′ 18″ E / 41.6766450732476°N,0.821654191084915°E |           |                     | Modifica les dades a Wikidata |
|        | cobert del Joan de la Sió       | Bellvís  | cabana       |         | 41° 40′ 42″ N, 0° 49′ 04″ E / 41.6784262916607°N,0.817749808436238°E |           |                     | Modifica les dades a Wikidata |
|        | cobert del Ramon dels Bessonets | Bellvís  | cabana       |         | 41° 39′ 58″ N, 0° 49′ 51″ E / 41.6660845619197°N,0.830910596319919°E |           |                     | Modifica les dades a Wikidata |
|        | cobert del Xamora               | Bellvís  | cabana       |         | 41° 43′ 37″ N, 0° 52′ 25″ E / 41.7268908684866°N,0.873517038833886°E |           |                     | Modifica les dades a Wikidata |

## casa
| imatge | Nom                           | Ubicat a | instància de | Detalls                                                                               | coordenades                                                                              | Protecció                                  | Commons (més fotos)                     | Dades a WD                    |
| ------ | ----------------------------- | -------- | ------------ | ------------------------------------------------------------------------------------- | ---------------------------------------------------------------------------------------- | ------------------------------------------ | --------------------------------------- | ----------------------------- |
|        | Cal Borràs                    | Bellvís  | casa         | Estil: arquitectura popular                                                           | 41° 40′ 22″ N, 0° 49′ 00″ E / 41.6727°N,0.81674°E ca:Carrer Major, 11                    | bé integrant del patrimoni cultural català | Cal Borràs (Bellvís)                    | Modifica les dades a Wikidata |
|        | Cal Bufalà                    | Bellvís  | casa         | Estil: arquitectura popular                                                           | 41° 40′ 22″ N, 0° 48′ 59″ E / 41.6727°N,0.81644°E ca:carrer Major                        | bé integrant del patrimoni cultural català | Cal Bufalà                              | Modifica les dades a Wikidata |
|        | Cal Calvet                    | Bellvís  | casa         | Arquitecte: Ignasi de Villalonga i Casañes Estil: arquitectura modernista noucentisme | 41° 40′ 19″ N, 0° 49′ 01″ E / 41.671944444444°N,0.81694444444444°E ca:Plaça Catalunya, 2 | bé integrant del patrimoni cultural català | Cal Calvet (Bellvís)                    | Modifica les dades a Wikidata |
|        | Cal Cava                      | els Arcs | casa         | Estil: arquitectura popular 18th century                                              | 41° 41′ 36″ N, 0° 49′ 56″ E / 41.69341°N,0.83209°E ca:C. Major, 6, els Arcs 21 msnm      | bé integrant del patrimoni cultural català | Cal Cava (Bellvís)                      | Modifica les dades a Wikidata |
|        | Cal Ceprià                    | Bellvís  | casa         | Estil: arquitectura popular                                                           | 41° 41′ 37″ N, 0° 49′ 56″ E / 41.6936°N,0.8322°E                                         | bé integrant del patrimoni cultural català | Cal Ceprià                              | Modifica les dades a Wikidata |
|        | habitatge al carrer Major, 11 | els Arcs | casa         | 19th century                                                                          | 41° 41′ 36″ N, 0° 49′ 57″ E / 41.69336°N,0.83249°E ca:C. Major, 11, els Arcs 215 msnm    | bé integrant del patrimoni cultural català | Habitatge al carrer Major, 11 (Bellvís) | Modifica les dades a Wikidata |

## edifici
| imatge | Nom                  | Ubicat a | instància de  | Detalls            | coordenades                                                         | Protecció                                  | Commons (més fotos) | Dades a WD                    |
| ------ | -------------------- | -------- | ------------- | ------------------ | ------------------------------------------------------------------- | ------------------------------------------ | ------------------- | ----------------------------- |
|        | Estació del Carrilet | Bellvís  | edifici       | Estil: noucentisme | 41° 40′ 06″ N, 0° 51′ 16″ E / 41.6682°N,0.85448°E                   | bé integrant del patrimoni cultural català |                     | Modifica les dades a Wikidata |
|        | Torre de l'Americà   | Bellvís  | edifici masia |                    | 41° 43′ 48″ N, 0° 52′ 09″ E / 41.730051236654°N,0.869096483698251°E |                                            |                     | Modifica les dades a Wikidata |

## entitat singular de població
| imatge | Nom      | Ubicat a | instància de                                   | Detalls  | coordenades                                                       | Protecció | Commons (més fotos) | Dades a WD                    |
| ------ | -------- | -------- | ---------------------------------------------- | -------- | ----------------------------------------------------------------- | --------- | ------------------- | ----------------------------- |
|        | Bellvís  | Bellvís  | entitat singular de població capital municipal | 2108 hab | 41° 40′ 22″ N, 0° 49′ 04″ E / 41.67269°N,0.81768°E 207 msnm       |           |                     | Modifica les dades a Wikidata |
|        | els Arcs | Bellvís  | entitat singular de població                   | 143 hab  | 41° 41′ 36″ N, 0° 49′ 50″ E / 41.69333333°N,0.83055556°E 215 msnm |           | Els Arcs (Bellvís)  | Modifica les dades a Wikidata |

## església
| imatge | Nom                       | Ubicat a | instància de | Detalls                         | coordenades                                                              | Protecció                                  | Commons (més fotos)       | Dades a WD                    |
| ------ | ------------------------- | -------- | ------------ | ------------------------------- | ------------------------------------------------------------------------ | ------------------------------------------ | ------------------------- | ----------------------------- |
|        | Mare de Déu de les Sogues | Bellvís  | església     | Estil: arquitectura popular     | 41° 41′ 19″ N, 0° 49′ 13″ E / 41.6886°N,0.8203°E                         | bé integrant del patrimoni cultural català | Mare de Déu de les Sogues | Modifica les dades a Wikidata |
|        | Sant Antoni dels Arcs     | Bellvís  | església     |                                 | 41° 41′ 38″ N, 0° 49′ 56″ E / 41.6939°N,0.8323°E                         | bé integrant del patrimoni cultural català | Sant Antoni dels Arcs     | Modifica les dades a Wikidata |
|        | Tossal de les Sogues      | Bellvís  | església     |                                 | 41° 41′ 43″ N, 0° 49′ 13″ E / 41.69526°N,0.82038°E ca:Crtra. de Balaguer | bé integrant del patrimoni cultural català | Tossal de les Sogues      | Modifica les dades a Wikidata |
|        | l'Assumpció de Bellvís    | Bellvís  | església     | Estil: arquitectura neoclàssica | 41° 40′ 24″ N, 0° 49′ 02″ E / 41.6732°N,0.8173°E                         | bé cultural d'interès local                | L'Assumpció de Bellvís    | Modifica les dades a Wikidata |

## granja
| imatge | Nom                     | Ubicat a | instància de | Detalls | coordenades                                                          | Protecció | Commons (més fotos) | Dades a WD                    |
| ------ | ----------------------- | -------- | ------------ | ------- | -------------------------------------------------------------------- | --------- | ------------------- | ----------------------------- |
|        | Granges del Porta       | Bellvís  | granja       |         | 41° 40′ 30″ N, 0° 47′ 29″ E / 41.674887438808°N,0.791393347441449°E  |           |                     | Modifica les dades a Wikidata |
|        | Granja Cortès           | Bellvís  | granja       |         | 41° 41′ 08″ N, 0° 48′ 18″ E / 41.685609153653°N,0.80488529301504°E   |           |                     | Modifica les dades a Wikidata |
|        | Granja Miret            | Bellvís  | granja       |         | 41° 40′ 05″ N, 0° 51′ 14″ E / 41.6680389838067°N,0.853931048737045°E |           |                     | Modifica les dades a Wikidata |
|        | Granja de Cal Querol    | Bellvís  | granja       |         | 41° 40′ 31″ N, 0° 50′ 06″ E / 41.675227°N,0.835039°E 208 msnm        |           |                     | Modifica les dades a Wikidata |
|        | Granja de Cal Sanxo     | Bellvís  | granja       |         | 41° 40′ 07″ N, 0° 49′ 26″ E / 41.6686382901449°N,0.824026278294629°E |           |                     | Modifica les dades a Wikidata |
|        | Granja de Cal Teixidor  | Bellvís  | granja       |         | 41° 40′ 45″ N, 0° 49′ 32″ E / 41.6792695921452°N,0.825650256964048°E |           |                     | Modifica les dades a Wikidata |
|        | Granja de Delfín        | Bellvís  | granja       |         | 41° 39′ 56″ N, 0° 47′ 49″ E / 41.6655025574398°N,0.797011098932779°E |           |                     | Modifica les dades a Wikidata |
|        | Granja de Jaume Baiges  | Bellvís  | granja       |         | 41° 39′ 55″ N, 0° 47′ 40″ E / 41.6653272649859°N,0.794446735578114°E |           |                     | Modifica les dades a Wikidata |
|        | Granja de Jaume Peres   | Bellvís  | granja       |         | 41° 39′ 01″ N, 0° 48′ 06″ E / 41.6502084735588°N,0.801651281089835°E |           |                     | Modifica les dades a Wikidata |
|        | Granja de Tomàs         | Bellvís  | granja       |         | 41° 40′ 15″ N, 0° 48′ 42″ E / 41.6707786857405°N,0.811533780739368°E |           |                     | Modifica les dades a Wikidata |
|        | Granja de l'Anna        | Bellvís  | granja       |         | 41° 39′ 49″ N, 0° 49′ 05″ E / 41.6636098691164°N,0.818178327779221°E |           |                     | Modifica les dades a Wikidata |
|        | Granja de l'Esquerer    | Bellvís  | granja       |         | 41° 40′ 37″ N, 0° 49′ 04″ E / 41.6768405845519°N,0.81771930890637°E  |           |                     | Modifica les dades a Wikidata |
|        | Granja del Baró         | Bellvís  | granja       |         | 41° 39′ 28″ N, 0° 48′ 22″ E / 41.6576453958292°N,0.806238109442967°E |           |                     | Modifica les dades a Wikidata |
|        | Granja del Blasiet      | Bellvís  | granja       |         | 41° 39′ 40″ N, 0° 50′ 51″ E / 41.6610093557117°N,0.847426852324001°E |           |                     | Modifica les dades a Wikidata |
|        | Granja del Clàudio      | Bellvís  | granja       |         | 41° 41′ 32″ N, 0° 48′ 01″ E / 41.6922126037512°N,0.800148927609139°E |           |                     | Modifica les dades a Wikidata |
|        | Granja del Gelabert     | Bellvís  | granja       |         | 41° 40′ 40″ N, 0° 48′ 52″ E / 41.677714341149°N,0.81441015583256°E   |           |                     | Modifica les dades a Wikidata |
|        | Granja del Laureano     | Bellvís  | granja       |         | 41° 40′ 11″ N, 0° 48′ 31″ E / 41.6696439255366°N,0.80870142126085°E  |           |                     | Modifica les dades a Wikidata |
|        | Granja del Mosca        | Bellvís  | granja       |         | 41° 40′ 35″ N, 0° 48′ 51″ E / 41.676357625588°N,0.814107700779028°E  |           |                     | Modifica les dades a Wikidata |
|        | Granja del Patra        | Bellvís  | granja       |         | 41° 40′ 12″ N, 0° 49′ 49″ E / 41.6700792286705°N,0.830211885379532°E |           |                     | Modifica les dades a Wikidata |
|        | Granja del Pui          | Bellvís  | granja       |         | 41° 40′ 32″ N, 0° 48′ 54″ E / 41.6754645507981°N,0.814978832126004°E |           |                     | Modifica les dades a Wikidata |
|        | Granja del Renyer       | Bellvís  | granja       |         | 41° 42′ 08″ N, 0° 50′ 04″ E / 41.7021784576572°N,0.834528633531019°E |           |                     | Modifica les dades a Wikidata |
|        | Granja del Revuelta     | Bellvís  | granja       |         | 41° 40′ 38″ N, 0° 49′ 02″ E / 41.6771829418575°N,0.817251237698265°E |           |                     | Modifica les dades a Wikidata |
|        | Granja del Santaeulària | Bellvís  | granja       |         | 41° 39′ 25″ N, 0° 47′ 19″ E / 41.6568739806705°N,0.788550478972546°E |           |                     | Modifica les dades a Wikidata |
|        | Granja del Santdiumenge | Bellvís  | granja       |         | 41° 41′ 42″ N, 0° 49′ 46″ E / 41.6949965514389°N,0.829554497839239°E |           |                     | Modifica les dades a Wikidata |
|        | Granja del Simon Ros    | Bellvís  | granja       |         | 41° 42′ 09″ N, 0° 49′ 39″ E / 41.7024496839393°N,0.827428973212395°E |           |                     | Modifica les dades a Wikidata |
|        | el Corral del Valls     | Bellvís  | granja       |         | 41° 38′ 56″ N, 0° 48′ 35″ E / 41.6489837975481°N,0.80967819634243°E  |           |                     | Modifica les dades a Wikidata |

## masia
| imatge | Nom                            | Ubicat a | instància de | Detalls | coordenades                                                          | Protecció | Commons (més fotos) | Dades a WD                    |
| ------ | ------------------------------ | -------- | ------------ | ------- | -------------------------------------------------------------------- | --------- | ------------------- | ----------------------------- |
|        | Ca l'Amant                     | Bellvís  | masia        |         | 41° 40′ 29″ N, 0° 49′ 33″ E / 41.6747327961598°N,0.82577899928045°E  |           |                     | Modifica les dades a Wikidata |
|        | Ca l'Escoda                    | Bellvís  | masia        |         | 41° 40′ 17″ N, 0° 49′ 31″ E / 41.671347°N,0.825356°E                 |           |                     | Modifica les dades a Wikidata |
|        | Cal Barrera                    | Bellvís  | masia        |         | 41° 44′ 14″ N, 0° 52′ 27″ E / 41.737345667924°N,0.87406692158554°E   |           |                     | Modifica les dades a Wikidata |
|        | Cal Climent del Càndia         | Bellvís  | masia        |         | 41° 40′ 28″ N, 0° 49′ 53″ E / 41.6743898629071°N,0.831460521218229°E |           |                     | Modifica les dades a Wikidata |
|        | Cal Dibúrcio                   | Bellvís  | masia        |         | 41° 40′ 38″ N, 0° 49′ 17″ E / 41.6772687442318°N,0.821296781425654°E |           |                     | Modifica les dades a Wikidata |
|        | Cal Facundo                    | Bellvís  | masia        |         | 41° 43′ 57″ N, 0° 52′ 38″ E / 41.7325098722712°N,0.877359527048232°E |           |                     | Modifica les dades a Wikidata |
|        | Cal Josep Pataix               | Bellvís  | masia        |         | 41° 40′ 25″ N, 0° 49′ 39″ E / 41.6735562298703°N,0.827380237952853°E |           |                     | Modifica les dades a Wikidata |
|        | Cal Miret                      | Bellvís  | masia        |         | 41° 40′ 07″ N, 0° 51′ 12″ E / 41.6686042736782°N,0.853335709429959°E |           |                     | Modifica les dades a Wikidata |
|        | Cal Princesa                   | Bellvís  | masia        |         | 41° 40′ 25″ N, 0° 49′ 51″ E / 41.6735304235822°N,0.83078064383372°E  |           |                     | Modifica les dades a Wikidata |
|        | Cal Ribera                     | Bellvís  | masia        |         | 41° 40′ 39″ N, 0° 49′ 09″ E / 41.6774239309076°N,0.819033060212605°E |           |                     | Modifica les dades a Wikidata |
|        | Cal Robert                     | Bellvís  | masia        |         | 41° 39′ 47″ N, 0° 48′ 27″ E / 41.6631925428006°N,0.807611118428302°E |           |                     | Modifica les dades a Wikidata |
|        | Cal Teixidor                   | Bellvís  | masia        |         | 41° 40′ 42″ N, 0° 49′ 27″ E / 41.6783514756229°N,0.82425158161939°E  |           |                     | Modifica les dades a Wikidata |
|        | Casa del Pijoan                | Bellvís  | masia        |         | 41° 40′ 39″ N, 0° 48′ 54″ E / 41.677591892531°N,0.815075029024188°E  |           |                     | Modifica les dades a Wikidata |
|        | Casa del Revuelta              | Bellvís  | masia        |         | 41° 40′ 35″ N, 0° 49′ 01″ E / 41.6765008229837°N,0.816901891769991°E |           |                     | Modifica les dades a Wikidata |
|        | Granja Roca                    | Bellvís  | masia        |         | 41° 44′ 11″ N, 0° 52′ 20″ E / 41.7363334261508°N,0.872267560418227°E |           |                     | Modifica les dades a Wikidata |
|        | Granja del Mas                 | Bellvís  | masia        |         | 41° 41′ 17″ N, 0° 46′ 38″ E / 41.68794722°N,0.77728333°E 191.2 msnm  |           |                     | Modifica les dades a Wikidata |
|        | Masia Nard                     | Bellvís  | masia        |         | 41° 44′ 04″ N, 0° 52′ 05″ E / 41.734534067805°N,0.86814778154874°E   |           |                     | Modifica les dades a Wikidata |
|        | Masia del Talarn               | Bellvís  | masia        |         | 41° 39′ 48″ N, 0° 50′ 55″ E / 41.66320556°N,0.84855833°E 221.2 msnm  |           |                     | Modifica les dades a Wikidata |
|        | Torre Arrufat                  | Bellvís  | masia        |         | 41° 43′ 41″ N, 0° 51′ 27″ E / 41.728032334237°N,0.85754252218574°E   |           |                     | Modifica les dades a Wikidata |
|        | Torre Capdevila                | Bellvís  | masia        |         | 41° 40′ 45″ N, 0° 48′ 39″ E / 41.6792328395618°N,0.810910865609336°E |           |                     | Modifica les dades a Wikidata |
|        | Torre Casanoves                | Bellvís  | masia        |         | 41° 41′ 53″ N, 0° 47′ 16″ E / 41.6979832141901°N,0.787827013585733°E |           |                     | Modifica les dades a Wikidata |
|        | Torre Coca                     | Bellvís  | masia        |         | 41° 44′ 05″ N, 0° 52′ 27″ E / 41.7347090873936°N,0.874040619872812°E |           |                     | Modifica les dades a Wikidata |
|        | Torre Ratera                   | Bellvís  | masia        |         | 41° 42′ 15″ N, 0° 50′ 45″ E / 41.704050476177°N,0.845955191775043°E  |           |                     | Modifica les dades a Wikidata |
|        | Torre Roman                    | Bellvís  | masia        |         | 41° 41′ 09″ N, 0° 47′ 18″ E / 41.6857825648355°N,0.788449445452454°E |           |                     | Modifica les dades a Wikidata |
|        | Torre Serrano                  | Bellvís  | masia        |         | 41° 40′ 40″ N, 0° 48′ 42″ E / 41.6779057048103°N,0.811688672353639°E |           |                     | Modifica les dades a Wikidata |
|        | Torre Tarragó                  | Bellvís  | masia        |         | 41° 39′ 14″ N, 0° 48′ 08″ E / 41.6539860962088°N,0.802327368339207°E |           |                     | Modifica les dades a Wikidata |
|        | Torre Vilaró                   | Bellvís  | masia        |         | 41° 38′ 53″ N, 0° 48′ 31″ E / 41.6480163065642°N,0.808534224319996°E |           |                     | Modifica les dades a Wikidata |
|        | Torre d'Álvarez                | Bellvís  | masia        |         | 41° 39′ 24″ N, 0° 48′ 27″ E / 41.6567887675013°N,0.807600232377456°E |           |                     | Modifica les dades a Wikidata |
|        | Torre de Llenes                | Bellvís  | masia        |         | 41° 41′ 38″ N, 0° 51′ 19″ E / 41.6939938918996°N,0.855291142223092°E |           |                     | Modifica les dades a Wikidata |
|        | Torre de Planes                | Bellvís  | masia        |         | 41° 42′ 05″ N, 0° 50′ 51″ E / 41.7014782985686°N,0.847591361078421°E |           |                     | Modifica les dades a Wikidata |
|        | Torre de l'Antunes             | Bellvís  | masia        |         | 41° 39′ 35″ N, 0° 47′ 10″ E / 41.6596169723896°N,0.786006579672236°E |           |                     | Modifica les dades a Wikidata |
|        | Torre de l'Orobitg             | Bellvís  | masia        |         | 41° 39′ 03″ N, 0° 48′ 06″ E / 41.6507141130671°N,0.801718139582205°E |           |                     | Modifica les dades a Wikidata |
|        | Torre de la Milieta            | Bellvís  | masia        |         | 41° 40′ 51″ N, 0° 48′ 30″ E / 41.6808870207252°N,0.808391937790479°E |           |                     | Modifica les dades a Wikidata |
|        | Torre de la Monja              | Bellvís  | masia        |         | 41° 39′ 52″ N, 0° 50′ 10″ E / 41.6645777289414°N,0.836017756223183°E |           |                     | Modifica les dades a Wikidata |
|        | Torre del Baró                 | Bellvís  | masia        |         | 41° 39′ 25″ N, 0° 48′ 22″ E / 41.6569962073734°N,0.806200103310529°E |           |                     | Modifica les dades a Wikidata |
|        | Torre del Bossa                | Bellvís  | masia        |         | 41° 39′ 13″ N, 0° 48′ 24″ E / 41.6536521105199°N,0.806529789801635°E |           |                     | Modifica les dades a Wikidata |
|        | Torre del Canari               | Bellvís  | masia        |         | 41° 42′ 26″ N, 0° 49′ 03″ E / 41.7071885950762°N,0.817534160431926°E |           |                     | Modifica les dades a Wikidata |
|        | Torre del Cantons              | Bellvís  | masia        |         | 41° 40′ 02″ N, 0° 49′ 42″ E / 41.667141559103°N,0.82833427972151°E   |           |                     | Modifica les dades a Wikidata |
|        | Torre del Domassó              | Bellvís  | masia        |         | 41° 40′ 53″ N, 0° 48′ 33″ E / 41.6812986184911°N,0.809194912514183°E |           |                     | Modifica les dades a Wikidata |
|        | Torre del Mariano el Guerxo    | Bellvís  | masia        |         | 41° 41′ 29″ N, 0° 50′ 33″ E / 41.6914290462826°N,0.842411272417551°E |           |                     | Modifica les dades a Wikidata |
|        | Torre del Mestres              | Bellvís  | masia        |         | 41° 40′ 02″ N, 0° 46′ 53″ E / 41.6673284633964°N,0.781442225702796°E |           |                     | Modifica les dades a Wikidata |
|        | Torre del Nofre                | Bellvís  | masia        |         | 41° 40′ 26″ N, 0° 49′ 28″ E / 41.6737987275883°N,0.824489068039378°E |           |                     | Modifica les dades a Wikidata |
|        | Torre del Pantaleon            | Bellvís  | masia        |         | 41° 39′ 07″ N, 0° 48′ 03″ E / 41.6520679611014°N,0.800927562884713°E |           |                     | Modifica les dades a Wikidata |
|        | Torre del Paquito              | Bellvís  | masia        |         | 41° 39′ 06″ N, 0° 47′ 49″ E / 41.6516590710261°N,0.796978703801656°E |           |                     | Modifica les dades a Wikidata |
|        | Torre del Pelines              | Bellvís  | masia        |         | 41° 38′ 50″ N, 0° 49′ 15″ E / 41.6472890078539°N,0.820962737319599°E |           |                     | Modifica les dades a Wikidata |
|        | Torre del Perxes               | Bellvís  | masia        |         | 41° 40′ 04″ N, 0° 45′ 53″ E / 41.667721391167°N,0.76465503789685°E   |           |                     | Modifica les dades a Wikidata |
|        | Torre del Pubill de Torreblanc | Bellvís  | masia        |         | 41° 39′ 02″ N, 0° 50′ 01″ E / 41.6505337695846°N,0.833473980215907°E |           |                     | Modifica les dades a Wikidata |
|        | Torre del Quim                 | Bellvís  | masia        |         | 41° 39′ 44″ N, 0° 50′ 14″ E / 41.6621712544657°N,0.837359456669595°E |           |                     | Modifica les dades a Wikidata |
|        | Torre del Rossend              | Bellvís  | masia        |         | 41° 39′ 23″ N, 0° 47′ 21″ E / 41.656485503191°N,0.78906211877769°E   |           |                     | Modifica les dades a Wikidata |
|        | Torre del Rubinat              | Bellvís  | masia        |         | 41° 41′ 25″ N, 0° 51′ 14″ E / 41.690139624469°N,0.85399467442189°E   |           |                     | Modifica les dades a Wikidata |
|        | Torre del Santamaria           | Bellvís  | masia        |         | 41° 39′ 43″ N, 0° 46′ 28″ E / 41.6618431576047°N,0.774436452315952°E |           |                     | Modifica les dades a Wikidata |
|        | Torre del Segarra              | Bellvís  | masia        |         | 41° 39′ 02″ N, 0° 49′ 29″ E / 41.6504760201178°N,0.824697914706113°E |           |                     | Modifica les dades a Wikidata |
|        | Torre del Segarrenc            | Bellvís  | masia        |         | 41° 39′ 56″ N, 0° 51′ 31″ E / 41.6656875479781°N,0.858717509055528°E |           |                     | Modifica les dades a Wikidata |
|        | Torre del Segura               | Bellvís  | masia        |         | 41° 39′ 14″ N, 0° 47′ 33″ E / 41.6538066633025°N,0.792498263713935°E |           |                     | Modifica les dades a Wikidata |
|        | Torre del Solans               | Bellvís  | masia        |         | 41° 39′ 28″ N, 0° 49′ 13″ E / 41.6578240303828°N,0.820355289340183°E |           |                     | Modifica les dades a Wikidata |
|        | Torre del Torretes             | Bellvís  | masia        |         | 41° 39′ 51″ N, 0° 49′ 53″ E / 41.6642655717334°N,0.831404062750474°E |           |                     | Modifica les dades a Wikidata |
|        | Torre del Vila                 | Bellvís  | masia        |         | 41° 39′ 29″ N, 0° 49′ 30″ E / 41.658072821379°N,0.82503626377638°E   |           |                     | Modifica les dades a Wikidata |
|        | Torre del Xeco                 | Bellvís  | masia        |         | 41° 40′ 50″ N, 0° 48′ 40″ E / 41.6806142757544°N,0.81109228808747°E  |           |                     | Modifica les dades a Wikidata |
|        | Torre dels Conills             | Bellvís  | masia        |         | 41° 40′ 12″ N, 0° 49′ 55″ E / 41.6699122621878°N,0.831863115180334°E |           |                     | Modifica les dades a Wikidata |
|        | Torre dels Germans Fita        | Bellvís  | masia        |         | 41° 39′ 21″ N, 0° 48′ 30″ E / 41.6557766667196°N,0.808367131671883°E |           |                     | Modifica les dades a Wikidata |
|        | Torreventura                   | Bellvís  | masia        |         | 41° 42′ 11″ N, 0° 51′ 10″ E / 41.703090229821°N,0.852873585051587°E  |           |                     | Modifica les dades a Wikidata |
|        | la Barca                       | Bellvís  | masia        |         | 41° 41′ 44″ N, 0° 49′ 12″ E / 41.6955198665655°N,0.820091853046385°E |           |                     | Modifica les dades a Wikidata |
|        | la Calçada                     | Bellvís  | masia        |         | 41° 42′ 00″ N, 0° 47′ 59″ E / 41.699917933603°N,0.79959160402333°E   |           |                     | Modifica les dades a Wikidata |
|        | la Torre del Cunyat            | Bellvís  | masia        |         | 41° 39′ 00″ N, 0° 50′ 08″ E / 41.6499684917064°N,0.835498285110445°E |           |                     | Modifica les dades a Wikidata |
|        | les Tres Cases                 | Bellvís  | masia        |         | 41° 40′ 32″ N, 0° 49′ 04″ E / 41.6754173445539°N,0.817707344188673°E |           |                     | Modifica les dades a Wikidata |
|        | lo Molí                        | Bellvís  | masia        |         | 41° 40′ 07″ N, 0° 49′ 34″ E / 41.6686708760836°N,0.826223301836172°E |           |                     | Modifica les dades a Wikidata |

## molí d'aigua
| imatge | Nom               | Ubicat a | instància de | Detalls                     | coordenades                                                          | Protecció                                  | Commons (més fotos)      | Dades a WD                    |
| ------ | ----------------- | -------- | ------------ | --------------------------- | -------------------------------------------------------------------- | ------------------------------------------ | ------------------------ | ----------------------------- |
|        | Molí de l'Adam    | Bellvís  | molí d'aigua | Estil: arquitectura popular | 41° 41′ 36″ N, 0° 49′ 57″ E / 41.69336°N,0.8325°E                    | bé integrant del patrimoni cultural català | Molí de l'Adam (Bellvís) | Modifica les dades a Wikidata |
|        | Molí del Balaguer | Bellvís  | molí d'aigua |                             | 41° 40′ 20″ N, 0° 48′ 40″ E / 41.6721579170784°N,0.811126676122348°E |                                            |                          | Modifica les dades a Wikidata |

## muntanya
| imatge | Nom                 | Ubicat a | instància de | Detalls | coordenades                                                   | Protecció | Commons (més fotos) | Dades a WD                    |
| ------ | ------------------- | -------- | ------------ | ------- | ------------------------------------------------------------- | --------- | ------------------- | ----------------------------- |
|        | Puig de Barretpicat | Bellvís  | muntanya     |         | 41° 42′ 37″ N, 0° 49′ 12″ E / 41.7103°N,0.819886°E 239 msnm   |           |                     | Modifica les dades a Wikidata |
|        | Tossal Roig         | Bellvís  | muntanya     |         | 41° 40′ 32″ N, 0° 46′ 51″ E / 41.6756°N,0.780814°E 210.1 msnm |           |                     | Modifica les dades a Wikidata |

## vèrtex geodèsic
| imatge | Nom        | Ubicat a | instància de    | Detalls   | coordenades                                                       | Protecció | Commons (més fotos) | Dades a WD                    |
| ------ | ---------- | -------- | --------------- | --------- | ----------------------------------------------------------------- | --------- | ------------------- | ----------------------------- |
|        | Barrepicat | Bellvís  | vèrtex geodèsic | Alt: 1.2m | 41° 42′ 37″ N, 0° 49′ 11″ E / 41.710162°N,0.819799°E 237.587 msnm |           |                     | Modifica les dades a Wikidata |
|        | Tosal Roch | Bellvís  | vèrtex geodèsic | Alt: 1.2m | 41° 40′ 32″ N, 0° 46′ 51″ E / 41.675601°N,0.780829°E 210.749 msnm |           |                     | Modifica les dades a Wikidata |

## Misc
| imatge | Nom                           | Ubicat a                                                                | instància de       | Detalls                      | coordenades                                                                                           | Protecció                                  | Commons (més fotos)             | Dades a WD                    |
| ------ | ----------------------------- | ----------------------------------------------------------------------- | ------------------ | ---------------------------- | --- | ------------------------------------------ | ------------------------------- | ----------------------------- |
|        | Casa de la Vila de Bellvís    | Bellvís                                                                 | casa consistorial  | 19th century                 | 41° 40′ 20″ N, 0° 49′ 03″ E / 41.67217°N,0.81748°E ca:C. Domènec Cardenal, 48 202 msnm                | bé integrant del patrimoni cultural català | Casa de la Vila de Bellvís      | Modifica les dades a Wikidata |
|        | Gatén                         | Bellvís                                                                 | assentament humà   |                              | |                                            |                                 | Modifica les dades a Wikidata |
|        | Pilar de l'Anunciació         | Bellvís                                                                 | oratori            | Estil: arquitectura popular  | 41° 41′ 20″ N, 0° 49′ 13″ E / 41.68898°N,0.82029°E ca:Carretera de Balaguer                           | bé integrant del patrimoni cultural català | Pilar de l'Anunciació (Bellvís) | Modifica les dades a Wikidata |
|        | Polígon industrial de Bellvís | Bellvís                                                                 | polígon industrial |                              | 41° 40′ 40″ N, 0° 47′ 59″ E / 41.677741456891°N,0.799789095237928°E                                   |                                            |                                 | Modifica les dades a Wikidata |
|        | l'Estació                     | Bellvís                                                                 | nucli de població  |                              | 41° 40′ 06″ N, 0° 51′ 04″ E / 41.668470502783°N,0.85111135762536°E                                    |                                            |                                 | Modifica les dades a Wikidata |
|        | riu Corb                      | Noguera Segrià Conca de Barberà Pla d'Urgell Urgell província de Lleida | curs d'aigua       | Desemboca: Segre Llarg: 57km | 41° 40′ 41″ N, 0° 42′ 45″ E / 41.678°N,0.71242°E 41° 32′ 33″ N, 1° 21′ 21″ E / 41.542506°N,1.355713°E |                                            | Corb River                      | Modifica les dades a Wikidata |